# Jęczmień

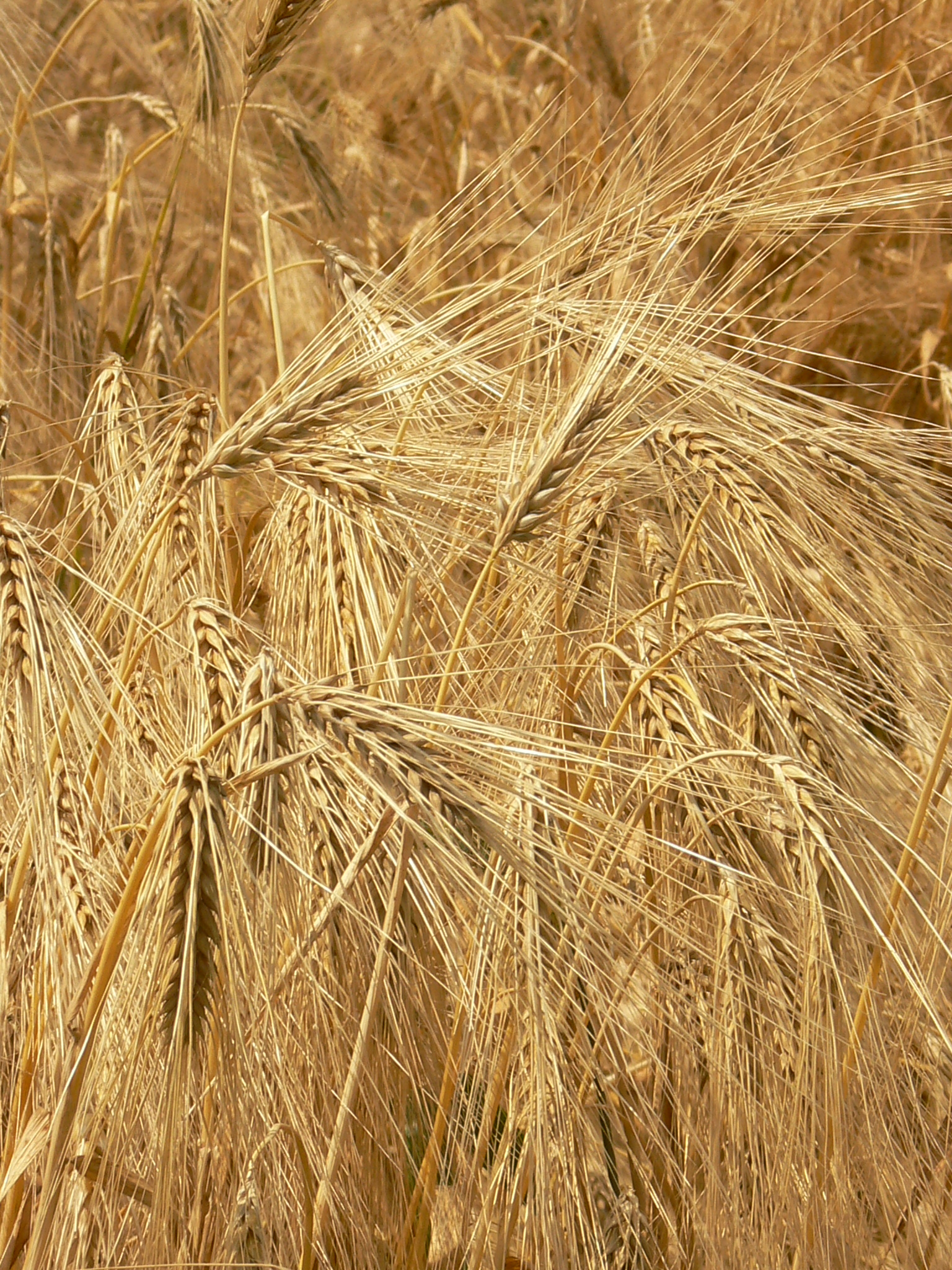
Jęczmień zwyczajny

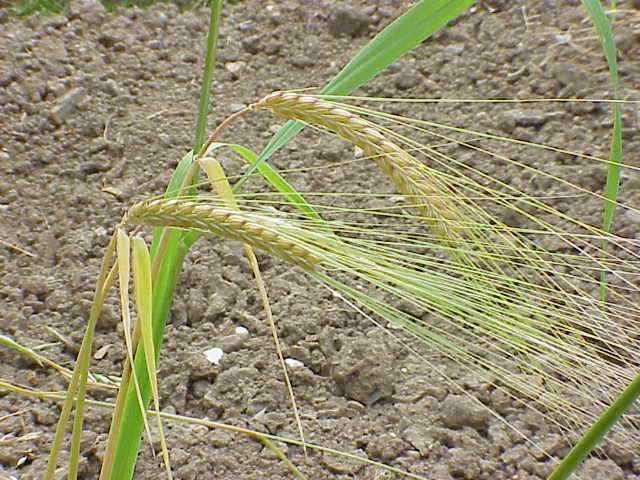
Jęczmień dwurzędowy

Jęczmień (Hordeum L.) – rodzaj zbóż z rodziny wiechlinowatych. Obejmuje ok. 36–40 gatunków traw jednorocznych i trwałych. Około 20 z nich to diploidy, pozostałe to powstałe z nich poliploidy. Zasięg rodzaju obejmuje rozległe obszary półkuli północnej i niewielkie południowej.
Ogromne znaczenie użytkowe ma jako roślina zbożowa jęczmień zwyczajny H. vulgare. Niektóre gatunki, zwłaszcza jęczmień grzywiasty H. jubatum uprawiane bywają jako ozdobne.

## Rozmieszczenie geograficzne
Gatunki z rodzaju jęczmień występują głównie na półkuli północnej – 8 w Europie, 10 w Chinach, poza Eurazją obecne są w północnej Afryce i Ameryce Północnej oraz Południowej. Na południowym krańcu Afryki południowej obecny jest izolowany geograficznie H. capensis. Liczne gatunki rozprzestrzenione zostały na wielu kontynentach poza pierwotnym obszarem występowania.
Gatunki flory Polski
Rośliny z rodzaju na terenie Polski występują tylko jako introdukowane – uprawiane, zdziczałe i zadomowione lub dziczejące tylko przejściowo.
- jęczmień dwurzędowy, płaskur (Hordeum distichon L.) – uprawiany
- jęczmień grzywiasty (Hordeum jubatum L.) – antropofit zadomowiony
- jęczmień nadmorski (Hordeum marinum Huds.) – efemerofit
- jęczmień płonny, j. płony (Hordeum murinum L.) – antropofit zadomowiony
- jęczmień zwyczajny, j. wielorzędowy (Hordeum vulgare L.) – uprawiany
- jęczmień żytni (Hordeum secalinum Schreb.) – wymarły
- jęczmień bulwiasty (Hordeum bulbosum L.) – efemerofit

Na liście gatunków krajowych ujmowany jest także jęczmień pawi Hordeum zeocriton L., która to nazwa według Plants of the World online jest synonimem H. distichon L.

## Morfologia
OwoceZiarniaki, które zawierają duże ilości skrobi. Mają kształt wydłużony, okryty plewkami, pomarszczony. Plewka ma barwę słomkową.

## Systematyka
Pozycja systematyczna według APweb (aktualizowany system APG IV z 2016)
Rodzaj należący do rodziny wiechlinowatych (Poaceae), rzędu wiechlinowców (Poales). W obrębie rodziny należy do podrodziny wiechlinowych (Pooideae), plemienia Triticeae.
Pozycja w systemie Reveala (1994–1999)
Gromada okrytonasienne (Magnoliophyta Cronquist), podgromada Magnoliophytina Frohne & U. Jensen ex Reveal, klasa jednoliścienne (Liliopsida Brongn.), podklasa komelinowe (Commelinidae Takht.), nadrząd Juncanae Takht., rząd wiechlinowce (Poales Small), rodzina wiechlinowate (Poaceae (R. Br.) Barnh.), podrodzina jęczmieniowe (Hordeoideae Burmeist.), plemię jęczmieniowe (Hordeeae Kunth ex Spenn.), podplemię Hordeinae (Hordeinae Dumort.), rodzaj jęczmień (Hordeum L.).
Wykaz gatunków
- Hordeum aegiceras Nees ex Royle – jęczmień trójwidlasty
- Hordeum arizonicum Covas
- Hordeum bogdanii Wilensky
- Hordeum brachyantherum Nevski
- Hordeum brachyatherum Phil.
- Hordeum brevisubulatum (Trin.) Link – jęczmień krótkolistny
- Hordeum bulbosum L. – jęczmień bulwiasty, j. bulwkowaty
- Hordeum californicum Covas & Stebbins
- Hordeum capense Thunb.
- Hordeum chilense Roem. & Schult.
- Hordeum comosum J.Presl
- Hordeum cordobense Bothmer, N.Jacobsen & Nicora
- Hordeum depressum (Scribn. & J.G.Sm.) Rydb.
- Hordeum distichon L. – jęczmień dwurzędowy
- Hordeum erectifolium Bothmer, N.Jacobsen & R.B.Jørg.
- Hordeum euclaston Steud.
- Hordeum flexuosum Nees ex Steud.
- Hordeum fuegianum Bothmer, N.Jacobsen & R.B.Jørg.
- Hordeum guatemalense Bothmer, N.Jacobsen & R.B.Jørg.
- Hordeum halophilum Griseb.
- Hordeum jubatum L. – jęczmień grzywiasty
- Hordeum × jungblutii Reichling
- Hordeum × lagunculciforme (Bachteev) Nikif.
- Hordeum lechleri (Steud.) Schenck
- Hordeum marinum Huds. – jęczmień nadmorski
- Hordeum murinum L. – jęczmień płonny, j. płony
- Hordeum muticum J.Presl
- Hordeum parodii Covas
- Hordeum patagonicum (Hauman) Covas
- Hordeum × pavisii Préaub.
- Hordeum procerum Nevski
- Hordeum pubiflorum Hook.f.
- Hordeum pusillum Nutt.
- Hordeum roshevitzii Bowden
- Hordeum secalinum Schreb. – jęczmień żytni
- Hordeum spontaneum K.Koch – jęczmień tybetański, j. dziki
- Hordeum stenostachys Godr.
- Hordeum tetraploidum Covas
- Hordeum vulgare L. – jęczmień zwyczajny, j. wielorzędowy

## Zastosowanie
Do rodzaju tego należą jedne z najstarszych i najważniejszych zbóż (obecnie piąte co do wielkości uprawy na świecie). Uprawiany jest jęczmień zwyczajny, przy czym największym jego producentem jest Rosja. Najstarsze znane dowody na uprawę jęczmienia pochodzą z Bliskiego Wschodu i są datowane na VII tysiąclecie p.n.e. Jęczmień zwyczajny znajduje zastosowanie jako podstawowy surowiec do produkcji słodu jęczmiennego w browarnictwie oraz do produkcji kasz. Jęczmień jest także rośliną pastewną. Krótki okres wegetacji rośliny wynoszący 90 dni umożliwia uprawianie jej na terenach o chłodniejszym klimacie, a specjalnie wyhodowana odmiana o okresie wegetacji wynoszącym 55 dni, także na obszarach dalekiej północy. Ponadto, jęczmień wykorzystywany jest przy produkcji szkockiej i irlandzkiej whisky.
Niektóre gatunki jęczmienia są roślinami ozdobnymi (jęczmień grzywiasty) lub chwastami (jęczmień płonny).

## Choroby
- Wirusowe: paskowana mozaika jęczmienia, żółta karłowatość jęczmienia[10], żółta mozaika jęczmienia[11]
- Powodowane przez grzyby i lęgniowce: askochytoza zbóż, brunatna plamistość liści zbóż, czerń zbóż, fuzaryjna zgorzel podstawy źdźbła i korzeni zbóż, głownia pyląca jęczmienia, głownia zwarta jęczmienia, łamliwość źdźbła zbóż i traw, mączniak prawdziwy zbóż i traw, pasiastość liści jęczmienia, plamistość siatkowa jęczmienia, rdza jęczmienia, rdza źdźbłowa zbóż i traw, rdza żółta zbóż i traw, rynchosporioza zbóż, zgorzel podstawy źdźbła, zgorzel siewek[10].